# Aloe saronarae
Aloe saronarae é uma espécie de liliopsida do gênero Aloe, pertencente à família Asphodelaceae.